# Meic Uilleim
Il clan di Meic Uilleim (anglicizzato in Mac William) era un clan di origine Gaelica che discendevano da William FitzDuncan (morto nel 1147) a sua volta nipote di Malcolm III di Scozia. Essi furono esclusi dalla linea di successione nel XII secolo da Davide I di Scozia e per questo insorsero in diverse ribellioni volte a rivendicare i loro diritti sul Mormaer di Moray ed anche sul Regno di Scozia.

## L'erede mancato
Quando Malcolm III di Scozia morì nel 1093 sul trono si successero in rapida successione i suoi figli Duncan II di Scozia, padre di William FitzDuncan, che morì nel 1194, poi Alessandro I di Scozia che regnò fino al 1124 ed infine Davide I di Scozia. Poiché i primi due morirono senza figli William fu riconosciuto come erede legittimo, o quantomeno probabile, tale speranza morì però nel 1114 quando nacque Enrico di Scozia figlio di Davide. Enrico morì prima del padre, nel 1152, ma a quel punto i sogni di successione di William erano già infranti poiché Enrico aveva comunque generato un erede maschio che salì al trono alla morte del nonno Davide nel 1154 con il nome di Malcolm IV di Scozia. Come ricompensa ricevette le terre che erano appartenute al nipote di Lulach di Scozia nel Mormaer di Moray e che ora erano rimaste senza un erede giacché egli era morto nel 1130 mentre combatteva contro l'esercito di Davide I.
Quando William morì nel 1147 le sue terre al sud vennero date al figlio William di Egremont, mentre le proprietà del Moray vennero riprese dalla corona. Poco dopo la sua morte, uno dei suoi figli illegittimi, Wimund Vescovo di Skye, si ribellò contro Davide per riprendersi le terre di Moray, il risultato fu che egli venne catturato in Cumbria, castrato e accecato.
A combattere per i diritti della famiglia fu uno degli altri suoi figli Domnall mac Uilleim, l'appoggio che egli ricevette dai Meic Uilleim del Moray può far supporre che egli fosse il figlio di una delle figlie di Oengus di Moray (il nipote di Lulach) che aveva sposato William. Egli infatti si era sposato diverse volte e non di tutte le sue mogli è rimasta traccia.

## Domnall
Benché sembrasse che Domnall dovesse ricevere il Moray alla morte di William, come s'è visto, non avvenne. La data di nascita di Domnall è ignota e questo potrebbe far supporre che fosse ancora bambino e per questo Davide I non ritenne saggio affidare due domini tanto distanti geograficamente a qualcuno che non avrebbe potuto governarli. Le prime tracce storiche di Domnall risalgono al 1170 anche se taluni lo ricollegano ai disordini che avvennero nel Moray dieci anni prima sotto il regno di Malcolm IV.
Nel 1179 Guglielmo I di Scozia insieme al fratello David di Scozia, Conte di Huntingdon (1144circa-17 giugno 1219) imbracciarono le armi contro la contea di Ross-shire forse per occuparsi di una rivolta organizzata da Domnall o dai suoi seguaci. Due anni dopo Domnall aveva raccolto un esercito consistente e le attività regie si focalizzarono sulla regione di Galloway, al sud, e fino a che Lochlann di Galloway (morto il 12 dicembre 1200 non venne ricondotto a ragione, più con la diplomazia che con i successi militari, la situazione nel Moray e a Ross non poté essere placata.
In quel periodo Domnall pare che avesse un buon controllo sul nord, il castello del re di Auldearn e il relativo borgo vennero distrutti e quando il re arrivò con l'esercito per fronteggiarlo nel 1187 la questione si risolse in un nulla di fatto.
L'anno prima Adam, uno dei figli di Domnall, era stato ucciso da Máel Coluim Conte di Atholl nella chiesa di Cupar e insieme a lui nell'incendio che venne appiccato morirono 58 dei suoi uomini. La presenza di Adam a Cupar, che era una sorta di confine simile nelle funzioni alle Marche gallesi, può far pensare che Domnall non stesse più combattendo per il mero controllo di Moray, ma per impossessarsi del trono di Scozia. Tuttavia non tutti ritengono che Adam fosse suo figlio e taluni storici lo ascrivono come appartenente alle file del clan di MacHeths.

## Le ribellioni fallite
In ogni caso Domnall morì poco dopo Adam e i Meic Uilliam scompaiono dalle cronache per un po'. Al loro posto sorse Harald Maddadsson, Conte delle Orcadi che divenne la minaccia principale al regno di Guglielmo I nel nord del paese. Harald morì nel 1206 e cinque anni dopo un altro figlio di Domnall, Gofraid mac Domnaill, arrivò dall'Irlanda a Ross e lì diede luogo a una ribellione, Guglielmo andò ad affrontare la minaccia, ma quando si arrivò alla battaglia perse. Il re dovette quindi tornare al sud lasciando Mael Coluim, Conte di Fife (1204-1228) come luogotenente del Moray, per tutta risposta Gofraid catturò poco dopo uno dei castelli del re dimostrando quanto era ben lungi dall'essere sconfitto.
Alessandro di Scozia portò quindi un'ingente armata al nord seguita da altri uomini speditigli dal padre Guglielmo in cui erano compresi dei mercenari provenienti dal Ducato di Brabante che erano stati mandati da Giovanni d'Inghilterra. Quando le file di Gofraid vennero rotte i suoi seguaci lo abbandonarono e lo tradirono consegnandolo a William Comyn (1163 circa-1233) che era Giudice di Scozia, Gofraid venne catturato e giustiziato per ordine del re.
Nel 1214 Guglielmo morì e il figlio Alessandro II di Scozia gli succedette al trono e nelle file dei Meic Uilleim il nuovo capo era Domnall Bán, fratello del defunto Gofraid che insieme a Cinaed dei MacHeths si lanciò in una nuova invasione. Tali progetti furono brutalmente infranti da Fearchar, Conte di Ross che uccise li uccise entrambi, disperse la rivolta e spedì le loro teste al sovrano. Tutto questo accadeva nel 1215, ma già tredici anni dopo i Meic Uilleim erano di nuovo attivi sotto la guida di Gille Escoib, probabilmente uno dei nipoti di Domnall. Nel 1228 venne tentata una nuova ribellione, ma anche questa fallì e Gille venne ucciso e suo figlio, ancora piccolo, venne ucciso fra il 1229 e il 1230.